# His Sick Friend
His Sick Friend è un cortometraggio muto del 1910 diretto da Harry Solter e interpretato da Florence Lawrence e (non confermato) King Baggot.

## Produzione
Il film fu prodotto dall'Independent Moving Pictures Co. of America (IMP)

## Distribuzione
Il film - un cortometraggio di 213 metri - uscì nelle sale statunitensi il 21 marzo 1910, distribuito dall'Independent Moving Pictures Co. of America (IMP).